# ملعب محمد الحمد
ملعب محمد الحمد، هو ملعب كرة قدم وهو الملعب الخاص بنادي القادسية الكويتي. و سمي بهذا الاسم نسبة إلى رئيس بنادي القادسية السابق محمد الحمد أحد مؤسسي النادي. و يتسع الملعب يتسع الملعب لحوالي 22,000 متفرج.

## روابط خارجية
- معلومات الاستاد